# Kati Wolf
Katalin Wolf, detta Kati (Szentendre, 24 settembre 1974), è una cantante ungherese.
Ha rappresentato l'Ungheria all'Eurovision Song Contest nell'edizione del 2011 con la canzone What About My Dreams?. Il suo repertorio è essenzialmente di genere pop-dance.

## Biografia
Figlia di un musicista, all'età di sette anni Kati Wolf ha cantato la title track per il popolare lungometraggio animato ungherese Vuk - Il cucciolo di volpe. In seguito ha preso lezioni di pianoforte e danza jazz. Dopo aver ottenuto i diplomi di insegnante di solfeggio e maestra di canto corale presso l'Accademia di musica ungherese, ha lavorato come commissario di bordo presso le linee aeree del suo Paese, continuando tuttavia a occuparsi di musica con la collaborazione a vari progetti. La grande svolta è arrivata nel 2010 con la partecipazione alla versione ungherese del talent show X-Factor, e poi con la sua scelta, da parte della tv pubblica MTV, come rappresentante del paese all'Eurovision Song Contest 2011 con la canzone What About My Dreams, versione da 3' bilingue del suo brano Szerelem, miért múlsz?, con cui è arrivata in finale.

## Vita privata
È sposata e ha due figli.

## Discografia

### Album
- 2009 - Wolf-áramlat
- 2011 - Az első X — 10 dal az élő showból
- 2011 - Vár a holnap
- 2016 - Live

### Singoli
- 2011 - Szerelem, miért múlsz? / What About My Dreams?
- 2011 - Vár a holnap / Life Goes On
- 2012 - Az, aki voltam / The Last Time
- 2012 - Lángolj
- 2013 - Hívjuk elő!
- 2013 - A szív dala
- 2015 - Utazás
- 2016 - Szabadnak lenni
- 2016 - Így is jó vagy
- 2016 - Egy szabad országért
- 2017 - Válasz
- 2020 - Próbáld még